# Hymne à la justice
Hymne à la justice (Oda a la justícia), op. 14, és una obra per a orquestra d'Albéric Magnard dedicat al seu amic Émile Gallé. Composta entre 1901 i 1902, l'obra va ser estrenada als Concerts du Conservatoire de Nancy el 4 gener de 1903 per Guy Ropartz.